# 文武親家
《文武親家》（英語：Wenwu relatives），2015年大愛電視台及永遠溫馨工作室有限公司製作。由陳霆、錦雯、孫鵬、高伊玲主演。2015年7月16日開鏡，2015年9月1日殺青。大愛電視台於2015年11月6日八點檔時段播出。

## 播出時間

### 首播
| 頻道       | 所在地 | 播映日期      | 播出時間        | 播放長度 |
| ---------- | ------ | ------------- | --------------- | -------- |
| 大愛電視台 | 台灣   | 2015年11月6日 | 週一至週五20:00 | 一小時   |
| 大愛電視台 | 台灣   | 2015年11月6日 | 週一至週五20:00 | 一小時   |

### 重播
| 頻道       | 所在地 | 播映日期      | 播出時間        |        |
| ---------- | ------ | ------------- | --------------- | ------ |
| 大愛電視台 | 台灣   | 2015年11月6日 | 週一至週五20:00 | 一小時 |
| 大愛電視台 | 台灣   | 2015年11月6日 | 週一至週五20:00 | 一小時 |

## 演員列表

### 主要演員
| 演員   | 角色       | 介紹 | 登場集數     |
| 陳霆   | 黃文彬     | 35歲 | 1-15         |
| 錦雯   | 陳秋菊     | 32歲 | 1-15         |
| 孫鵬   | 葉志忠     | 30歲 | 14-15，20-25 |
| 高伊玲 | 陳貴美     | 28歲 | 14-15，20-25 |
| 趙永馨 | 葉志忠母親 |      |              |

### 其他演員
| 演員   | 角色       | 介紹               | 登場集數 |
| 陳彼得 | 陳秋菊父親 | 60歲，秋菊的父親   | 1~10,13  |
| 張倩   | 彩瓊師姐   |                    |          |
| 檢場   | 葉清養     |                    |          |
| 王滿嬌 | 黃文彬母親 |                    |          |
| 馬俊麟 | 葉光祐     | 葉志忠、陳貴美之子 |          |
| 林真亦 | 黃曉薇     | 黃文彬、陳秋菊之女 |          |

### 客串演出
| 演員   | 角色       | 介紹                                     | 登場集數 |
| 曾少宗 | 年輕葉志忠 |                                          |          |
| 林雨宣 | 年輕林貴美 |                                          |          |
| 王上豪 | 年輕黃文彬 |                                          |          |
| 傅小芸 | 年輕陳秋菊 |                                          |          |
| 林思宏 | 廟公       | 廟裡的主管者，介紹葉父及葉志忠至膳房讀書 | 17       |
| 陳凱倫 | 福哥       |                                          |          |

## 收視率

### 大愛電視台首播收視率
| 播映日期                | 週數     | 集數 | 平均收視率 | 排名 | 備註   |
| ----------------------- | -------- | ---- | ---------- | ---- | ------ |
| 2015年11月6日           | 1        | 1    |            |      |        |
| 2015年11月8日－11月13日 | 2        | 2-7  |            |      |        |
| 2015年                  | 5        | 25   |            |      | 完結篇 |
| 平均收視                | 平均收視 |      | 未播出     |      |        |

- 同時段節目：
  - 三立：
    - 三立台灣台
    - 三立都會台

  - 民視
  - 中視
  - 華視
- 由AGB尼爾森調查，調查範圍是四歲以上收看電視之觀眾。
- 資料來源：中時娛樂、凱絡媒體週報

## 電視劇歌曲
| 曲別   | 歌名           | 演唱者 | 作詞 | 作曲   | 編曲   |
| 片頭曲 | 感恩跟著人生行 | 曹雅雯 | 阿Q  | 巫雨白 | 戴維雄 |
| 片尾曲 | 因綠如此       | 姜育恆 | 武雄 | 李壽全 | [[ ]]  |

## 重要場景

### 慈濟
- 慈濟三峽環保園區
- 慈濟向上環保站

### 重要景點
- 大溪龍山寺
- 桃園中正機場
- 永遠溫馨工作室
- 三峽區插角衛生室
- 三峽自己的眼鏡有限公司
- 國立台灣藝術大學
- 財團法人劍潭古寺
- 龍潭馬廄庭園民宿
- 大板根森林溫泉渡假村
- 國立台灣藝術大學文化創意產學園區
- 交通部觀光局北海岸及觀音山國家風景區管理處(三芝遊客中心)

### 台中
- 維思珠寶
- 葉志忠會計師事務所

## 製作團隊
- 監  製：蕭菊貞
- 總策劃：顧文珊
- 製作人：施懿娟
- 編 審：蕭菊貞
- 執行製作：趙浩雲、張榮益
- 製作協調：黃玟瑜、黃昭傑、孫衍勳
- 編劇統籌：汪秀賢
- 編　劇：王慧芬、陳昭妙

### 1~10
- 導　演：王也民
- 副導演 :陳俊宇
- 場記 :盧勁翔
- 執行製作:張紡安
- 製作助理:賴儀恬、 張碩恩
- 攝影:江靜明
- 攝影助理:吳彥興 陳威銘
- 場務:李信雄 游冠伯
- 燈光:龔財華、莊德勝、宋偉
- 燈光助理:陳志峰、于立
- 美術:周義良、許婉真
- 道具:陳良侑、鄭芷妮
- 造型梳化:李揖虹、李茅新蟾
- 梳化助理:許弘逸
- 服裝:王蓮
- 服裝助理:宋文
- 片頭題字:詹德柔
- 後製執行:陳俊宇
- 劇照:王金文
- 動畫設計:林哲屹
- 後製混音:王道隆
- 配樂:鍾季霑
- 廣播配音 林協忠 杜素貞 黃雅玲

### 11~25
- 導　演：巫國熙
- 製作統籌:張榮益 趙浩雲

- 副導演:鄭敏芳

- 助導 :鄭惠璟

- 場記: 盧勁翔

- 執行製作: 孫衍勳

- 製作助理: 林思宏

- 攝影: 裘聰智

- 攝影助理: 吳彥興 鄒廣霖

- 場務: 李信雄

- 燈光: 宋偉

- 燈光助理:  于立

- 美術: 梁貴明
- 美術助理 : 鄭又誠

- 道具 喻名瑞

- 造型梳化: 蘇彩翎

- 梳化助理:張珮琦、陳彥妤

- 造型師:謝耀祖、黃鈺茹

- 服裝:王蓮

- 服裝助理:張晴薇

- 劇照:陳俊宇
- 製作公司：永遠溫馨工作室有限公司
- 贊助單位：

## 外部連結
- 文武親家的Facebook專頁